# Esquerra Unida de la Comunitat de Madrid
Esquerra Unida de la Comunitat de Madrid fou federació en aquesta comunitat autònoma del partit polític espanyol Esquerra Unida. Les divisions internes, l'ascens de Podemos a gestió de Gregorio Gordo, l'actuació a Caja Madrid-Bankia, els problemes de finances, la relació de la direcció amb les assemblees de base i la confrontació amb la direcció federal de IU van provocar l'expulsió d'Esquerra Unida en 2015 i la seva desaparició.

## Coordinadors generals
- Juan José Azcona: (?-1992);[1]
- Susana López Blanco: 1992-1993;[2]
- Ángel Pérez: 1993-2000;[3][4]
- Miguel Reneses: 2000-2002;
- Fausto Fernández: 2002-2004;
- Fernando Marín: 2004-2008;[5]
- Coordinació col·lectiva (set persones entre las que s'hi troben Inés Sabanés, Gregorio Gordo i Ángel Pérez): des d'abril de 2008[6] a març de 2009.
- Gregorio Gordo: des del 29 de març de 2009 (VIII assemblea regional)[7] fins a desembre de 2012
- Eddy Sánchez: desde diciembre de 2012 a diciembre de 2014.
- Coordinació col·lectiva: (fins al 24 de maig de 2015) set persones: Jeannette Carmel, Miguel Ángel García, Miguel Ángel Gómez, Carlos Gutiérrez, Libertad Martínez, Carlos Paíno i Julián Sánchez Urrea.

Sense coordinació des de 25 de maig 2015 quan dimiteix en bloc la coordinació col·lectiva donats els mals resultats electoral.

## Altre càrrecs
- Ángel Pérez Martínez des de les eleccions municipals del 22 de maig de 2011 portaveuz del Grup Municipal Izquierda Unida-Los Verdes a l'Ajuntament de Madrid
- En l'Assemblea Autonòmica de Madrid des de les eleccions autonòmiques del 22 de maig de 2011 pel Grup Parlamentari Izquierda Unida-Los Verdes
  - Portaveu:
    - Gregorio Gordo Pradel

  - Portaveu Adjunta: 
    - Eulalia Vaquero Gómez

  - Segona Portaveu Adjunta: 
    - M.ª Josefa Amat Ruiz

  - Coordinador: 
    - Juan Manuel Vela Barrionuevo

## Resultats electorals

### Eleccions generals
| Any  | Vots    | %      | Escons | +/- |
| ---- | ------- | ------ | ------ | --- |
| 1986 | 155.932 | 6,03%  | 2 / 33 | Nou |
| 1989 | 414.392 | 15,42% | 5 / 33 | 3   |
| 1993 | 455.685 | 14,58% | 5 / 34 | =   |
| 1996 | 547.901 | 16,44% | 6 / 34 | 1   |
| 2000 | 282.180 | 9,12%  | 3 / 34 | 3   |
| 2004 | 225.109 | 6,43%  | 2 / 35 | 1   |
| 2008 | 164.595 | 4,66%  | 1 / 35 | 1   |
| 2011 | 271.209 | 8,04%  | 3 / 36 | 2   |
| 2015 | 190.193 | 5,26%  | 2 / 36 | 1   |

#### Llistat de diputats
- 1986: Gerardo Iglesias (PCE), Ramón Tamames (FP)
- 1989: Julio Anguita (PCE), Pablo Castellano (PASOC), Cristina Almeida (PCE), José Luis Núñez (PCE), Ángeles Maestro (PCE)
- 1993: Julio Anguita (PCE), Diego López (Indep.), Francisco Frutos (PCE), Franco González (PASOC), substituït en maig de 1995 per Rubén Cruz (PCE), Ángeles Maestro (PCE)
- 1996: Julio Anguita (PCE), Francisco Frutos (PCE), Cristina Almeida (independent, NI) substituïda en juny de 1999 per Diego López, Pablo Castellano (PASOC), Ángeles Maestro (PCE), Inés Sabanés (PASOC), substituïda en setembre de 1999 per José Luis Núñez (PCE)
- 2000: Francisco Frutos (PCE), María Luisa Castro (Indep.), Antero Ruiz (PCE)
- 2004: Gaspar Llamazares (PCE), Ángel Pérez, substituït en juliol de 2007 per Montserrat Muñoz (PCE)
- 2008: Gaspar Llamazares (PCE)
- 2011: Cayo Lara (PCE), Ascensión de las Heras (Indep.), Caridad García (Indep.)
- 2015: Alberto Garzón (PCE), Sol Sánchez (ATTAC)

### Eleccions autonòmiques
| Any       | Vots    | %      | Escons   | +/- | Govern            | Ref.   |
| --------- | ------- | ------ | -------- | --- | ----------------- | ------ |
| 1987      | 181.512 | 7,61%  | 7 / 96   | Nou | Oposició          | [ 8 ]  |
| 1991      | 270.512 | 12,22% | 13 / 101 | 6   | Oposició          | [ 9 ]  |
| 1995      | 464.167 | 16,02% | 17 / 103 | 4   | Oposició          | [ 10 ] |
| 1999      | 199.488 | 7,69%  | 8 / 102  | 9   | Oposició          | [ 11 ] |
| 2003 (I)  | 235.428 | 7,68%  | 9 / 111  | 1   | Anticipades       | [ 12 ] |
| 2003 (II) | 236.013 | 8,50%  | 9 / 111  | =   | Oposició          | [ 13 ] |
| 2007      | 263.306 | 8,89%  | 11 / 120 | 2   | Oposició          | [ 14 ] |
| 2011      | 287.707 | 9,61%  | 13 / 129 | 2   | Oposició          |        |
| 2015      | 132.207 | 4,16%  | 0 / 129  | 13  | Extraparlamentari |        |